# Public affairs
Public affairs – wyspecjalizowana forma lobbingu, która polega na budowaniu i utrzymywaniu trwałego kontaktu pomiędzy danym podmiotem (firmą, organizacją) i jego publicznym otoczeniem – administracją publiczną, partiami politycznymi, organizacjami pozarządowymi i lokalnymi społecznościami. 
Celem public affairs jest przede wszystkim tworzenie i utrzymywanie korzystnego dla danego podmiotu wizerunku, który będzie sprzyjał rozwojowi jego działalności.
Według UK Public Affairs Council termin Public Affairs opisuje stosunki pomiędzy organizacją a jednostką lub grupami docelowymi, które mogą być bezpośrednio zainteresowane sprawami organizacji. Termin Public Affairs w korporacjach używany jest wymiennie z określeniem corporate citizenship, corporate affairs, corporate relations oraz external affairs.